# Duits eenheidsteam op de Olympische Zomerspelen 1956
Het gedeelde Duitsland werd op de Olympische Zomerspelen 1956 vertegenwoordigd door het Duits Eenheidsteam. Dit team bestond uit sporters van zowel de Duitse Democratische Republiek (DDR), de Bondsrepubliek Duitsland als het Protectoraat Saarland. Het was voor het eerst dat dit gemengd team aan de Zomerspelen meedeed. Bij de vorige editie in 1952 weigerde de DDR mee te doen en in datzelfde jaar deed Saarland mee met een eigen team. De Spelen van 1956 werden gehouden in Melbourne, Australië, behalve de onderdelen paardensport. Die werden afgewerkt in Stockholm, Zweden.

## Medailleoverzicht
| Sport        | Olympiër | Discipline                 | Medaille |
| ------------ | --- | -------------------------- | -------- |
| Boksen       | Wolfgang Behrendt | -54kg (m)                  | Goud     |
| Kanovaren    | Michel Scheuer Meinrad Miltenberger | K-2 1000m (m)              | Goud     |
| Paardensport | Hans Günter Winkler | springconcours individueel | Goud     |
| Paardensport | Hans Günter Winkler Fritz Thiedemann Alfons Lütke-Westhues | springconcours team        | Goud     |
| Turnen       | Helmut Bantz | sprong (m)                 | Goud     |
| Zwemmen      | Ursula Happe | 200m schoolslag (v)        | Goud     |
| Atletiek     | Karl-Friedrich Haas | 400m (m)                   | Zilver   |
| Atletiek     | Klaus Richtzenhain | 1500m (m)                  | Zilver   |
| Atletiek     | Christa Stubnick | 100m (v)                   | Zilver   |
| Atletiek     | Christa Stubnick | 200m (v)                   | Zilver   |
| Atletiek     | Gisela Köhler | 80m horden (v)             | Zilver   |
| Boksen       | Harry Kurschat | -60kg (m)                  | Zilver   |
| Kanovaren    | Fritz Briel Theo Kleine | K-2 10000m (m)             | Zilver   |
| Kanovaren    | Therese Zenz | K-1 500m (m)               | Zilver   |
| Paardensport | August Lütke-Westhues | eventing individueel       | Zilver   |
| Paardensport | Liselott Linsenhoff Anneliese Küppers Hannelore Weygand | dressuur team              | Zilver   |
| Paardensport | August Lütke-Westhues Otto Rothe Klaus Wagner | eventing team              | Zilver   |
| Roeien       | Karl-Heinrich von Groddeck Horst Arndt Rainer Borkowsky | twee-met (m)               | Zilver   |
| Worstelen    | Wilfried Dietrich | +87kg Grieks-Romeins (m)   | Zilver   |
| Atletiek     | Heinz Fütterer Leonhard Pohl Lothar Knörzer Manfred Germar | 4x100m (m)                 | Brons    |
| Atletiek     | Marianne Werner | kogelstoten (v)            | Brons    |
| Hockey       | Günther Brennecke Hugo Budinger Werner Delmes Hugo Dollheiser Eberhard Ferstl Alfred Lücker Helmut Nonn Wolfgang Nonn Heinz Radzikowski Werner Rosenbaum Günther Ullerich | mannen                     | Brons    |
| Kanovaren    | Franz Johannsen | K-1 10000m (m)             | Brons    |
| Paardensport | Liselott Linsenhoff | dressuur individueel       | Brons    |
| Wielersport  | Reinhold Pommer Horst Tüller Gustav-Adolf Schur | wegwedstrijd team (m)      | Brons    |
| Zwemmen      | Eva-Maria ten Elsen | 200m schoolslag (v)        | Brons    |

## Deelnemers en resultaten

### Atletiek
| Olympiër                                                        | Discipline               | Resultaat | Prestatie                                                                                            |
| --------------------------------------------------------------- | ------------------------ | --------- | --- |
| Heinz Fütterer                                                  | 100m (m)                 | 18e       | serie 10: 2de in 11,10 kwartfinale 1: 5de in 10,99                                                   |
| Manfred Germar                                                  | 100m (m)                 | 5e        | serie 6: 1ste in 10,91 kwartfinale 4: 2de in 10,8 halve finale 1: 3de in 10,85 finale: 5de in 10,86  |
| Manfred Steinbach                                               | 100m (m)                 | 25e       | serie 3: 3de in 10,99                                                                                |
| Manfred Germar                                                  | 200m (m)                 | DNF       | serie 1: 2de in 21,88 kwartfinale 4: niet gestart                                                    |
| Karl-Friedrich Haas                                             | 200m (m)                 | 9e        | serie 2: 1ste in 21,56 kwartfinale 3: 3de in 21,68 halve finale 1: 5de in 21,74                      |
| Leonhard Pohl                                                   | 200m (m)                 | 7e        | serie 12: 1ste in 21,78 kwartfinale 1: 3de in 21,49 halve finale 2: 4de in 21,64                     |
| Karl-Friedrich Haas                                             | 400m (m)                 | Zilver    | serie 5: 1ste in 47,29 kwartfinale 4: 2de in 47,37 halve finale 2: 3de in 46,29 finale: 2de in 47,12 |
| Jürgen Kühl                                                     | 400m (m)                 | 18e       | serie 3: 2de in 48,74 kwartfinale 1: 5de in 48,23                                                    |
| Horst Mann                                                      | 400m (m)                 | DNF       | serie 8: niet gefinisht                                                                              |
| Günter Dohrow                                                   | 800m (m)                 | 25e       | serie 3: 6de in 1.53,7                                                                               |
| Klaus Richtzenhain                                              | 800m (m)                 | 23e       | serie 5: 5de in 1.53,3                                                                               |
| Paul Schmidt                                                    | 800m (m)                 | 27e       | serie 2: 6de in 1.55,6                                                                               |
| Günter Dohrow                                                   | 1500m (m)                | 29e       | serie 2: 9de in 3.58,0                                                                               |
| Siegfried Herrmann                                              | 1500m (m)                | DNF       | serie 3: niet gefinisht                                                                              |
| Klaus Richtzenhain                                              | 1500m (m)                | Zilver    | serie 1: 1ste in 3.46,76 finale: 2de in 3.42,0                                                       |
| Friedrich Janke                                                 | 5000m (m)                | 18e       | serie 3: 6de in 14.40,89                                                                             |
| Herbert Schade                                                  | 5000m (m)                | 12e       | serie 1: 5de in 14.19,25 finale: 12de in 14.18,8                                                     |
| Walter Konrad                                                   | 10000m (m)               | 13e       | 30.30,0                                                                                              |
| Klaus Porbadnik                                                 | 10000m (m)               | 17e       | |
| Herbert Schade                                                  | 10000m (m)               | 9e        | 30.00,6                                                                                              |
| Martin Lauer                                                    | 110m horden (m)          | 4e        | serie 4: 1ste in 14,41 halve finale 1: 2de in 14,57 finale: 4de in 14,5                              |
| Bert Steines                                                    | 110m horden (m)          | 7e        | serie 3: 2de in 14,59 halve finale 2: 4de in 14,70                                                   |
| Heinz Laufer                                                    | 3000m steeplechase (m)   | 4e        | serie 2: 3de in 8.53,23 finale: 4de in 8.44,4                                                        |
| Heinz Fütterer Manfred Germar Lothar Knörzer Leonhard Pohl      | 4x100m (m)               | Brons     | serie 2: 3de in 41,00 halve finale 2: 2de in 40,64 finale: 3de in 40,3                               |
| Karl-Friedrich Haas Jürgen Kühl Walter Oberste Manfred Porschke | 4x400m (m)               | 4e        | serie 2: 1ste in 3.09,88 finale: 4de in 3.08,2                                                       |
| Lothar Beckert                                                  | marathon (m)             | 19e       | 2:42.10                                                                                              |
| Kurt Hartung                                                    | marathon (m)             | 28e       | 2:52.14                                                                                              |
| Klaus Porbadnik                                                 | marathon (m)             | DNF       | niet gefinisht                                                                                       |
| Dieter Lindner                                                  | 20km snelwandelen (m)    | DSQ       | gediskwalificeerd                                                                                    |
| Manfred Preußger                                                | polsstokhoogspringen (m) | 8e        | kwalificatie: 12de met 4,12m finale: 8ste met 4,25m                                                  |
| Karl-Heinz Wegmann                                              | kogelstoten (m)          | 7e        | kwalificatie: 9de met 15,73m finale: 7de met 16,63m                                                  |
| Herbert Koschel                                                 | speerwerpen (m)          | 4e        | kwalificatie: 4de met 72,90m finale: 4de met 74,68m                                                  |
| Heiner Will                                                     | speerwerpen (m)          | 9e        | kwalificatie: 10de met 70,38m finale: 9de met 69,86m                                                 |
| Martin Lauer                                                    | tienkamp (m)             | 5e        | 6853 punten                                                                                          |
| Walter Meier                                                    | tienkamp (m)             | 6e        | 6773 punten                                                                                          |
|                                                                 |                          |           | |
| Gisela Birkemeyer                                               | 100m (v)                 | 7e        | serie 4: 2de in 11,7 halve finale 2: 4de in 11,9                                                     |
| Inge Fuhrmann                                                   | 100m (v)                 | 17e       | serie 5: 3de in 12,2                                                                                 |
| Christa Stubnick                                                | 100m (v)                 | Zilver    | serie 6: 1ste in 11,7 halve finale 1: 1ste in 11,9 finale: 2de in 11,7                               |
| Gisela Birkemeyer                                               | 200m (v)                 | 6e        | serie 2: 2de in 24,4 halve finale 2: 3de in 24,3 finale: 6de in 24,3                                 |
| Inge Fuhrmann                                                   | 200m (v)                 | 14e       | serie 6: 3de in 24,7                                                                                 |
| Christa Stubnick                                                | 200m (v)                 | Zilver    | serie 3: 1ste in 24,5 halve finale 1: 2de in 23,9 finale: 2de in 23,7                                |
| Zenta Gastl-Kopp                                                | 80m horden (v)           | 8e        | serie 1: 1ste in 11,18 halve finale 2: 4de in 11,30                                                  |
| Gisela Köhler                                                   | 80m horden (v)           | Zilver    | serie 3: 1ste in 11,11 halve finale 1: 2de in 10,93 finale: 2de in 10,9                              |
| Maria Sander                                                    | 80m horden (v)           | 13e       | serie 4: 4de in 11,22                                                                                |
| Gisela Köhler Bärbel Mayer Maria Sander Christa Stubnick        | 4x100m (v)               | 6e        | serie 1: 2de in 45,07 finale: 6de in 47,2                                                            |
| Erika Fisch                                                     | verspringen (v)          | 4e        | kwalificatie: 9de met 5,78m finale: 4de met 5,89m                                                    |
| Helga Hoffmann                                                  | verspringen (v)          | 10e       | kwalificatie: 11de met 5,73m finale: 9de met 5,73m                                                   |
| Inge Kilian                                                     | hoogspringen (v)         | 18e       | kwalificatie: 17de met 1,58m finale: 18de met 1,55m                                                  |
| Anne-Chatrine Lafrenz                                           | kogelstoten (v)          | 12e       | kwalificatie: 15de met 13,00m finale: 12de met 13,72m                                                |
| Johanna Luttge                                                  | kogelstoten (v)          | 11e       | kwalificatie: 4de met 14,00m finale: 11de met 13,88m                                                 |
| Marianne Werner                                                 | kogelstoten (v)          | Brons     | kwalificatie: 2de met 14,21m finale: 3de met 15,61m                                                  |
| Almut Brömmel                                                   | discuswerpen (v)         | 22e       | kwalificatie: 22ste met 35,47m                                                                       |
| Anne-Katrin Lafrenz                                             | discuswerpen (v)         | 15e       | kwalificatie: 15de met 41,18m                                                                        |
| Marianne Werner                                                 | discuswerpen (v)         | 10de      | kwalificatie: 10de met 43,41m finale: 10de met 43,34m                                                |
| Almut Brömmel                                                   | speerwerpen (v)          | 13e       | kwalificatie: 10de met 44,55m finale: 13de met 44,67m                                                |
| Erika Raue                                                      | speerwerpen (v)          | 10e       | kwalificatie: 13de met 43,85m finale: 10de met 45,87m                                                |

### Boksen
| Olympiër          | Discipline  | Resultaat | Prestatie |
| ----------------- | ----------- | --------- | --- |
| Edgar Basel       | -51kg (m)   | 17e       | 1ste ronde: V van URS Stolnikov: punten |
| Wolfgang Behrendt | -54kg (m)   | Goud      | 1ste ronde: vrij 2de ronde: W van DEN Ottesen: knock-out kwartfinale: W van GBR Reilly: punten halve finale: W van IRL Gilroy: punten finale: W van KOR Song: punten     |
| Bernard Schröter  | -57kg (m)   | 9e        | 1ste ronde: W van PHI Melendez: punten 2de ronde: V van FIN Hämäläinen: punten                                                                                           |
| Harry Kurschat    | -60kg (m)   | Zilver    | 1ste ronde: vrij 2de ronde: W van PHI Espinosa: punten kwartfinale: W van POL Milewski: punten halve finale: W van IRL Byrne: punten finale: V van GBR McTaggart: punten |
| Willi Roth        | -63,5kg (m) | 9e        | 1ste ronde: W van FIJ Schuster: punten 2de ronde: V van ITA Nenci: punten                                                                                                |
| Ulrich Kienast    | -71kg (m)   | 5e        | 1ste ronde: W van CAN Montgomery: punten kwartfinale: V van GBR McCormack: punten                                                                                        |
| Dieter Wemhöner   | -75kg (m)   | 5e        | 1ste ronde: W van GBR Redrup: punten kwartfinale: V van ARG Zalazar: punten                                                                                              |
| Ulrich Nitzschke  | +81kg (m)   | 5e        | 1ste ronde: vrij kwartfinale: V van ITA Bozzano: punten |

### Gewichtheffen
| Olympiër    | Discipline  | Resultaat | Prestatie |
| ----------- | ----------- | --------- | --------- |
| Georg Miske | -60kg (m)   | 6e        | 320kg     |
| Willi Kolb  | -67,5kg (m) | 12e       | 340kg     |

### Hockey
| Olympiër | Discipline | Resultaat | Prestatie |
| --- | ---------- | --------- | --- |
| Günther Brennecke Hugo Budinger Werner Delmes Hugo Dollheiser Eberhard Ferstl Alfred Lücker Helmut Nonn Wolfgang Nonn Heinz Radzikowski Werner Rosenbaum Günther Ullerich | mannen     | Brons     | groep C: 3de W van Nieuw-Zeeland: 5-4 G van België: 0-0 G van Pakistan: 0-0 halve finale: V van India: 0-1 bronzen finale: W van Groot-Brittannië: 3-1 |

| Groep C |               |             |             |             |             |            |            |            |        |
| #       | Land          | Wedstrijden | Wedstrijden | Wedstrijden | Wedstrijden | Doelpunten | Doelpunten | Doelpunten | Punten |
| #       | Land          | G           | W           | G           | V           | V          | T          | Saldo      | Punten |
| 1       | Pakistan      | 3           | 2           | 1           | 0           | 7          | 1          | +6         | 5      |
| 2       | Duitsland     | 3           | 1           | 2           | 0           | 5          | 4          | +1         | 4      |
| 3       | Nieuw-Zeeland | 3           | 1           | 0           | 2           | 8          | 10         | -2         | 2      |
| 4       | België        | 3           | 0           | 1           | 2           | 0          | 5          | -5         | 1      |

| Datum        | Ronde     | Plaats        | Land | Score            | Land |
| ------------ | --------- | ------------- | ---- | ---------------- | ---- |
| Groepsfase   |           |               |      |                  |      |
| 24 november  | Melbourne | Duitsland     | 5-4  | Nieuw-Zeeland    |      |
| 27 november  | Melbourne | Duitsland     | 0-0  | Pakistan         |      |
| 29 november  | Melbourne | Nieuw-Zeeland | 0-0  | Duitsland        |      |
| Halve finale |           |               |      |                  |      |
| 3 december   | Melbourne | India         | 1-0  | Duitsland        |      |
| Finale       |           |               |      |                  |      |
| 6 december   | Melbourne | Duitsland     | 3-1  | Groot-Brittannië |      |

### Kanovaren
| Olympiër                            | Discipline     | Resultaat | Prestatie                                      |
| ----------------------------------- | -------------- | --------- | ---------------------------------------------- |
| Franz Johannsen                     | C-1 1000m (m)  | 5e        | 5.18,6                                         |
| Franz Johannsen                     | C-1 10000m (m) | 5e        | 58.50,1                                        |
| Egon Drews Herbert Kirschner        | C-2 1000m (m)  | 10e       | serie 1: 5de in 5.19,8                         |
| Egon Drews Wilfried Soltau          | C-2 10000m (m) | 4e        | 55.21,1                                        |
| Franz Johannsen                     | K-1 1000m (m)  | 8e        | serie 3: 1ste in 4.24,8 finale: 8ste in 4.25,5 |
| Franz Johannsen                     | K-1 10000m (m) | Brons     | 48.00,3                                        |
| Michel Scheuer Meinrad Miltenberger | K-2 1000m (m)  | Goud      | serie 2: 1ste in 3.56,4 finale: 1ste in 3.49,6 |
| Fritz Briel Theodor Kleine          | K-2 10000m (m) | Zilver    | 43.40,6                                        |
|                                     |                |           |                                                |
| Therese Zenz                        | K-1 500m (v)   | Zilver    | serie 1: 1ste in 2.17,6 finale: 2de in 2.19,6  |

### Paardensport
| Olympiër                                                | Discipline  | Resultaat | Prestatie          |
| Dressuur                                                | Dressuur    | Dressuur  | Dressuur           |
| ------------------------------------------------------- | ----------- | --------- | ------------------ |
| Anneliese Kappers                                       | individueel | 14e       | 729 punten         |
| Liselott Linsenhoff                                     | individueel | Brons     | 832 punten         |
| Hannelore Weygand                                       | individueel | 9e        | 785 punten         |
| Anneliese Kappers Liselott Linsenhoff Hannelore Weygand | team        | Zilver    | 2346 punten        |
| Eventing                                                |             |           |                    |
| Otto Rothe                                              | individueel | 15e       | 158,04 strafpunten |
| Klaus Wagner                                            | individueel | 21e       | 233 strafpunten    |
| August Westhues                                         | individueel | Zilver    | 84,87 strafpunten  |
| Otto Rothe Klaus Wagner August Westhues                 | team        | Zilver    | 475,91 strafpunten |
| Springconcours                                          |             |           |                    |
| Fritz Thiedemann                                        | individueel | 4e        | 12 strafpunten     |
| Alfons Westhues                                         | individueel | 11e       | 24 strafpunten     |
| Hans Winkler                                            | individueel | Goud      | 4 strafpunten      |
| Fritz Thiedemann Alfons Westhues Hans Winkler           | team        | Goud      | 40 strafpunten     |

### Roeien
| Olympiër                                                 | Discipline      | Resultaat | Prestatie                                                                         |
| -------------------------------------------------------- | --------------- | --------- | --------------------------------------------------------------------------------- |
| Klaus von Fersen                                         | skiff (m)       | 6e        | serie 2: 2de in 7.34,4 halve finale 1: 4de in 9.23,2                              |
| Thomas Schneider Kurt Hipper                             | dubbel-twee (m) | 4e        | serie 2: 2de in 6.55,8 herkansingen: 1ste in 8.16,7 finale: 4de in 7.41,7         |
| Helmut Sauermilch Claus Heß                              | twee-zonder (m) | 6e        | serie 2: 1ste in 7.30,1 halve finale 2: 3de in 8.52,3                             |
| Karl-Heinrich von Groddeck Horst Arndt Rainer Borkowsky  | twee-met (m)    | Zilver    | serie 3: 1ste in 8.03,3 halve finale 2: 1ste in 9.24,1 finale: 2de in 8.29,2      |
| Willi Montag Horst Stobbe Gunther Kaschlun Manfred Fitze | vier-zonder (m) | 6e        | serie 1: 2de in 6.48,1 herkansingen: 1ste in 8.27,2 halve finale 2: 3de in 8.19,8 |

### Schermen
| Olympiër         | Discipline | Resultaat | Prestatie |
| ---------------- | ---------- | --------- | --------- |
| Günter Stratmann | degen (m)  | 19e       |           |
| Günter Stratmann | floret (m) | 10e       |           |
| Günter Stratmann | sabel (m)  | 11e       |           |

### Schietsport
| Olympiër    | Discipline                 | Resultaat | Prestatie   |
| ----------- | -------------------------- | --------- | ----------- |
| Albert Sigl | 50m geweer 3 houdingen (m) | 11e       | 1154 punten |
| Rudi Sigl   | 50m geweer 3 houdingen (m) | 9e        | 1155 punten |
| Albert Sigl | 50m geweer liggend (m)     | 27e       | 593 punten  |
| Rudi Sigl   | 50m geweer liggend (m)     | 11e       | 596 punten  |

### Turnen
| Olympiër                                                               | Discipline               | Resultaat | Prestatie     |
| ---------------------------------------------------------------------- | ------------------------ | --------- | ------------- |
| Helmut Bantz                                                           | vloer (m)                | 8e        | 18,75 punten  |
| Jakob Kiefer                                                           | vloer (m)                | 38e       | 18,00 punten  |
| Robert Klein                                                           | vloer (m)                | 16e       | 18,50 punten  |
| Hans Pfann                                                             | vloer (m)                | 33e       | 18,15 punten  |
| Erich Wied                                                             | vloer (m)                | 45e       | 17,80 punten  |
| Theo Wied                                                              | vloer (m)                | 23e       | 18,40 punten  |
| Helmut Bantz                                                           | sprong (m)               | Goud      | 18,85 punten  |
| Jakob Kiefer                                                           | sprong (m)               | 7e        | 18,60 punten  |
| Robert Klein                                                           | sprong (m)               | 7e        | 18,60 punten  |
| Hans Pfann                                                             | sprong (m)               | 33e       | 18,30 punten  |
| Erich Wied                                                             | sprong (m)               | 16e       | 18,50 punten  |
| Theo Wied                                                              | sprong (m)               | 4e        | 18,70 punten  |
| Helmut Bantz                                                           | brug (m)                 | 13e       | 18,80 punten  |
| Jakob Kiefer                                                           | brug (m)                 | 48e       | 17,65 punten  |
| Robert Klein                                                           | brug (m)                 | 33e       | 18,30 punten  |
| Hans Pfann                                                             | brug (m)                 | 23e       | 18,55 punten  |
| Erich Wied                                                             | brug (m)                 | 39e       | 18,10 punten  |
| Theo Wied                                                              | brug (m)                 | 31e       | 18,35 punten  |
| Helmut Bantz                                                           | rekstok (m)              | 6e        | 19,10 punten  |
| Jakob Kiefer                                                           | rekstok (m)              | 22e       | 18,65 punten  |
| Robert Klein                                                           | rekstok (m)              | 29e       | 18,45 punten  |
| Hans Pfann                                                             | rekstok (m)              | 48e       | 17,75 punten  |
| Erich Wied                                                             | rekstok (m)              | 37e       | 18,15 punten  |
| Theo Wied                                                              | rekstok (m)              | 18e       | 18,70 punten  |
| Helmut Bantz                                                           | ringen (m)               | 18e       | 18,60 punten  |
| Jakob Kiefer                                                           | ringen (m)               | 48e       | 16,50 punten  |
| Robert Klein                                                           | ringen (m)               | 14e       | 18,75 punten  |
| Hans Pfann                                                             | ringen (m)               | 23e       | 18,20 punten  |
| Erich Wied                                                             | ringen (m)               | 32e       | 17,65 punten  |
| Theo Wied                                                              | ringen (m)               | 30e       | 17,80 punten  |
| Helmut Bantz                                                           | paard voltige (m)        | 12e       | 18,75 punten  |
| Jakob Kiefer                                                           | paard voltige (m)        | 33e       | 18,05 punten  |
| Robert Klein                                                           | paard voltige (m)        | 36e       | 18,00 punten  |
| Hans Pfann                                                             | paard voltige (m)        | 28e       | 18,20 punten  |
| Erich Wied                                                             | paard voltige (m)        | 51e       | 17,30 punten  |
| Theo Wied                                                              | paard voltige (m)        | 37e       | 17,95 punten  |
| Helmut Bantz                                                           | meerkamp individueel (m) | 6e        | 112,90 punten |
| Jakob Kiefer                                                           | meerkamp individueel (m) | 42e       | 107,45 punten |
| Robert Klein                                                           | meerkamp individueel (m) | 20e       | 110,60 punten |
| Hans Pfann                                                             | meerkamp individueel (m) | 29e       | 109,15 punten |
| Erich Wied                                                             | meerkamp individueel (m) | 41e       | 107,50 punten |
| Theo Wied                                                              | meerkamp individueel (m) | 25e       | 109,90 punten |
| Helmut Bantz Jakob Kiefer Robert Klein Hans Pfann Erich Wied Theo Wied | meerkamp team (m)        | 5e        | 552,45 punten |

### Voetbal
| Olympiër | Discipline | Resultaat | Prestatie                          |
| --- | ---------- | --------- | ---------------------------------- |
| Albert Brülls Manfred Eglin Rolf Geiger Willi Gerdau Albert Görtz Ernst-Günter Habig Hermann Höfer Karl Hoffmann Rudi Hoffmann Günter Jäger Matthias Mauritz Herbert Schäfer Max Schwall Fritz Semmelmann Johann Zeitler | mannen     | 9e        | 1ste ronde: V van Sovjet-Unie: 1-2 |

### Waterpolo
| Olympiër | Discipline | Resultaat | Prestatie |
| --- | ---------- | --------- | --- |
| Karl Neuse Alfred Obschernikat Wilfried Bode Achim Schneider Willi Sturm Harry Hilker Friedhelm Osselmann Emil Bildstein Erich Pennekamp Hans-Werner Seher | mannen     | 6e        | groep C: 2de W van Singapore: 5-1 V van Italië: 2-4 finale ronde: 6de V van Verenigde Staten: 3-4 G van Joegoslavië: 2-2 V van Hongarije: 0-4 V van Sovjet-Unie: 4-6 |

| Groep C |           |             |             |             |             |        |        |        |        |
| #       | Land      | Wedstrijden | Wedstrijden | Wedstrijden | Wedstrijden | Punten | Punten | Punten | Punten |
| #       | Land      | G           | W           | G           | V           | V      | T      | Saldo  | Punten |
| 1       | Italië    | 2           | 2           | 0           | 0           | 11     | 3      | +8     | 4      |
| 2       | Duitsland | 2           | 1           | 0           | 1           | 7      | 5      | +2     | 2      |
| 3       | Singapore | 2           | 0           | 0           | 2           | 2      | 12     | -10    | 0      |

| Ronde       | Datum     | Plaats    | Land | Score     | Land |
| ----------- | --------- | --------- | ---- | --------- | ---- |
| Groepsfase  |           |           |      |           |      |
| 28 november | Melbourne | Duitsland | 5-1  | Singapore |      |
| 30 november | Melbourne | Italië    | 4-2  | Duitsland |      |

| Finale ronde |                  |             |             |             |             |        |        |        |        |
| #            | Land             | Wedstrijden | Wedstrijden | Wedstrijden | Wedstrijden | Punten | Punten | Punten | Punten |
| #            | Land             | G           | W           | G           | V           | V      | T      | Saldo  | Punten |
| 1            | Hongarije        | 5           | 5           | 0           | 0           | 20     | 3      | +17    | 10     |
| 2            | Joegoslavië      | 5           | 3           | 1           | 1           | 13     | 8      | +5     | 7      |
| 3            | Sovjet-Unie      | 5           | 3           | 0           | 2           | 14     | 14     | 0      | 6      |
| 4            | Italië           | 5           | 2           | 0           | 3           | 10     | 13     | -3     | 4      |
| 5            | Verenigde Staten | 5           | 1           | 0           | 4           | 10     | 5      | -10    | 2      |
| 6            | Duitsland        | 5           | 0           | 1           | 4           | 11     | 20     | -9     | 1      |

| Ronde      | Datum     | Plaats           | Land | Score     | Land |
| ---------- | --------- | ---------------- | ---- | --------- | ---- |
| Groepsfase |           |                  |      |           |      |
| 3 december | Melbourne | Verenigde Staten | 4-3  | Duitsland |      |
| 4 december | Melbourne | Joegoslavië      | 2-2  | Duitsland |      |
| 5 december | Melbourne | Hongarije        | 4-0  | Duitsland |      |
| 7 december | Melbourne | Sovjet-Unie      | 6-4  | Duitsland |      |

### Wielersport
| Olympiër                                                    | Discipline               | Resultaat | Prestatie |
| Baan                                                        | Baan                     | Baan      | Baan      |
| ----------------------------------------------------------- | ------------------------ | --------- | --------- |
| Fritz Neuser Günther Ziegler                                | tandem (m)               | 9e        |           |
| Kurt Gieseler Rolf Nitzsche Siegfried Köhler Werner Malitz  | ploegenachtervolging (m) | 9e        |           |
| Weg                                                         |                          |           |           |
| Erich Hagen                                                 | wegwedstrijd (m)         | 22e       | 5:26.38   |
| Reinhold Pommer                                             | wegwedstrijd (m)         | 18e       | 5:24.38   |
| Gustav-Adolf Schur                                          | wegwedstrijd (m)         | 5e        | 5:23.16   |
| Horst Tüller                                                | wegwedstrijd (m)         | 4e        | 5:23.16   |
| Erich Hagen Reinhold Pommer Gustav-Adolf Schur Horst Tüller | wegwedstrijd team (m)    | Brons     | 27 punten |

### Worstelen
| Olympiër           | Discipline  | Resultaat   | Prestatie   |
| Vrije stijl        | Vrije stijl | Vrije stijl | Vrije stijl |
| ------------------ | ----------- | ----------- | ----------- |
| Fred Kammerer      | -57kg (m)   | 6e          |             |
| Alfred Tischendorf | -73kg (m)   | 9e          |             |
| Hans Sterr         | -79kg (m)   | 5e          |             |
| Grieks-Romeins     |             |             |             |
| Fred Kammerer      | -57kg (m)   | 5e          |             |
| Siegfried Schafer  | -73kg (m)   | 5e          |             |
| Hans Sterr         | -79kg (m)   | 4e          |             |
| Wilfried Dietrich  | +87kg (m)   | Zilver      |             |

### Zeilen
| Olympiër                                           | Discipline   | Resultaat | Prestatie                        |
| -------------------------------------------------- | ------------ | --------- | -------------------------------- |
| Jurgen Vogler                                      | finn         | 4e        | 4199 punten: (DNF-3-2-9-DNF-4-3) |
| Rolf Mulka Ingo Von Bredow                         | 12m² sharpie | 6e        | 2840 punten: (7-9-1-DNF-8-8-7)   |
| Theodor Thomsen Erich Natusch Georg Nowka          | dragon       | 10e       | 2922 punten: (5-6-5-9-5-DNF-12)  |
| Hans Johann Georg Adolf F. Stein Ludwig Bielenberg | 5,5m         | 10e       | 1047 punten: (8-10-8-7-10-9-9)   |

### Zwemmen
| Olympiër                                                  | Discipline            | Resultaat | Prestatie                                             |
| --------------------------------------------------------- | --------------------- | --------- | ----------------------------------------------------- |
| Horst Bleeker                                             | 100m vrije slag (m)   | 26e       | serie 2: 5de in 1.00,1                                |
| Hans Köhler                                               | 100m vrije slag (m)   | 22e       | serie 1: 5de in 59,8                                  |
| Paul Voell                                                | 100m vrije slag (m)   | 13e       | serie 3: 3de in 58,4 halve finale 2: 7de in 58,6      |
| Hans Köhler                                               | 400m vrije slag (m)   | 18e       | serie 2: 4de in 4.43,5                                |
| Hans Zierold                                              | 400m vrije slag (m)   | 5e        | serie 5: 3de in 4.35,7 finale: 5de in 4.34,6          |
| Hans-Joachim Reich                                        | 1500m vrije slag (m)  | 17e       | serie 3: 6de in 19.28,6                               |
| Ekkehard Miersch                                          | 100m rugslag (m)      | 12e       | serie 2: 4de in 1.07,5 halve finale 2: 7de in 1.06,6  |
| Dieter Pfeifer                                            | 100m rugslag (m)      | 13e       | serie 4: 3de in 1.06,7 halve finale 1: 6de in 1.07,6  |
| Herbert Klein                                             | 200m schoolslag (m)   | DSQ       | serie 2: gediskwalificeerd                            |
| Horst Weber                                               | 200m vlinderslag (m)  | 11e       | serie 3: 2de in 2.34,4                                |
| Hans Köhler Hans-Joachim Reich Hans Zierold Horst Bleeker | 4x200m vrije slag (m) | 5e        | serie 1: 3de in 8.42,5 finale: 5de in 8.43,4          |
|                                                           |                       |           |                                                       |
| Kati Jansen                                               | 100m vrije slag (v)   | 19e       | serie 2: 3de in 1.08,3                                |
| Birgit Klomp                                              | 100m vrije slag (v)   | 16e       | serie 3: 3de in 1.07,7 halve finale 1: 8ste in 1.07,9 |
| Christel Steffin                                          | 100m vrije slag (v)   | 18e       | serie 4: 5de in 1.08,1                                |
| Ingrid Künzel                                             | 400m vrije slag (v)   | 14e       | serie 2: 3de in 5.20,8                                |
| Helga Schmidt-Neuber                                      | 100m rugslag (v)      | 4e        | serie 3: 3de in 1.14,8 finale: 4de in 1.13,4          |
| Ursula Happe                                              | 200m schoolslag (v)   | Goud      | serie 1: 1ste in 2.54,1 finale: 1ste in 2.53,1 (OR)   |
| Eva-Maria ten Elsen                                       | 200m schoolslag (v)   | Brons     | serie 2: 3de in 2.57,5 finale: 3de in 2.55,1          |
| Jutta Langenau                                            | 100m vlinderslag (v)  | 6e        | serie 2: 5de in 1.17,4 finale: 6de in 1.17,4          |
| Ingrid Künzel Hertha Haase Kati Jansen Birgit Klomp       | 4x100m vrije slag (v) | 4e        | serie 1: 3de in 4.27,5 finale: 4de in 4.26,1          |

Afghanistan · Argentinië · Australië · Bahama's · België · Bermuda · Birma · Brazilië · Brits-Guiana · Bulgarije · Cambodja* · Canada · Ceylon · Chili · Colombia · Cuba · Denemarken · Duits eenheidsteam · Egypte* · Ethiopië · Fiji · Filipijnen · Finland · Frankrijk · Griekenland · Groot-Brittannië · Hongarije · Hongkong · Ierland · IJsland · India · Indonesië · Iran · Israël · Italië · Jamaica · Japan · Joegoslavië · Kenia · Liberia · Luxemburg · Malakka · Mexico · Nederland* · Nieuw-Zeeland · Nigeria · Noord-Borneo · Noorwegen · Oeganda · Oostenrijk · Pakistan · Peru · Polen · Portugal · Puerto Rico · Roemenië · Singapore · Sovjet-Unie · Spanje* · Taiwan · Thailand · Trinidad en Tobago · Tsjecho-Slowakije · Turkije · Uruguay · Venezuela · Verenigde Staten · Vietnam · Zuid-Afrika · Zuid-Korea · Zweden · Zwitserland*

*alleen deelgenomen in Stockholm